# 陳憲 (正德進士)
陳憲（1468年—？），字伯度，江西饒州府餘干縣人，明朝政治人物。

## 生平
弘治十四年（1581年）辛酉科江西鄉試第十三名舉人。正德六年（1511年）登辛未科進士。正德八年（1513年）任直隸溧水縣知縣，累官僉事。

## 家族
曾祖父陳希宏；祖父陳益泰；父親陳用寬。母許氏。永感下。